# گالیلئو (فیلم ۱۹۷۴)
گالیلئو (انگلیسی: Galileo) فیلمی به کارگردانی جوزف لوزی است که در سال ۱۹۷۴ منتشر شد.

## بازیگران
- خیم توپول
- ادوارد فاکس
- جان گیلگد
- تام کونتی
- مارگارت لیتون
- کالین بلکلی
- مایکل گاف
- پاتریک مگی
- مایکل لنسدال
- جان مک‌انری
- جودی پارفیت
- بیل والیس
- جان ساویدنت
- تیم وودوارد
- ریچارد اوکالاهان